# Borys Taszczy
Borys Borysowycz Taszczy, ukr. Борис Борисович Тащи (ur. 26 lipca 1993 w Odessie) – ukraiński piłkarz, grający na pozycji pomocnika.

## Kariera piłkarska

### Kariera klubowa
Wychowanek DJuSSz-11 Czornomoreć Odessa, barwy którego bronił w juniorskich mistrzostwach Ukrainy (DJuFL). 18 września 2008 rozpoczął karierę piłkarską w drużynie rezerw Czornomorca Odessa. 17 lipca 2010 roku młody 17-latek debiutował w pierwszej jedenastce. Jesienią 2010 w prasie pojawiła się informacja o zainteresowaniu młodym talentem ze strony Manchester United i Spartaka Moskwa. 22 sierpnia 2011 przeniósł się do łotewskiego JFK Olimps, a już następnego dnia podpisał 5-letni kontrakt z Dinamem Moskwa. W czerwcu 2012 został wypożyczony do Czornomorca Odessa, a w sierpniu 2013 do Howerły Użhorod. W 2014 został piłkarzem VfB Stuttgart. 22 lutego 2017 został wypożyczony do czeskiego FC Zbrojovka Brno. 4 lipca 2017 podpisał kontrakt z MSV Duisburg.

### Kariera reprezentacyjna
Występował w juniorskich reprezentacjach U-17 i U-19. Potem grał w młodzieżówce.

## Sukcesy i odznaczenia

### Sukcesy klubowe
- wicemistrz Pierwszej Lihi Ukrainy: 2011